# Scheckreiterei
Bei der Scheckreiterei tauschen mindestens zwei Personen in kollusivem Zusammenwirken zwecks Beschaffung von Liquidität systematisch Schecks (insbesondere Verrechnungsschecks) aus, denen keine Zahlungsverpflichtungen zugrunde liegen (engl.: cheque kiting).

## Allgemeines
Schecks dienen ausschließlich als Zahlungsmittel, um hiermit Verbindlichkeiten zu begleichen. Im Scheckgesetz werden etwaige Kreditmittelfunktionen unterbunden. So gilt ein Zinsvermerk auf dem Scheck als nicht geschrieben (Art. 7 SchG), und ein Scheck ist bei Sicht – also bei Vorlage – zahlbar (Art. 28 SchG). Werden jedoch gegenseitig Schecks nur zum Zwecke der Geldbeschaffung ausgestellt, liegt bereits eine Kreditmittelfunktion vor.

## Transaktionen
Die Beteiligten beauftragen jeweils ein Kreditinstitut (erste Inkassostelle), den Scheck der bezogenen Bank auf dem Inkassowege zur Zahlung vorzulegen. Dabei kommt es dem Scheckeinreicher darauf an, sich auf Kosten der ersten Inkassostelle einen kurzfristigen Kredit zu verschaffen. Dazu nutzt er den banküblichen Umstand aus, dass er bei Scheckeinreichung sofort eine Gutschrift (mit dem Vorbehalt „E. v. – Eingang vorbehalten“) auf seinem nicht ausreichend gedeckten Bankkonto erhält, hierüber verfügt und die erste Inkassostelle dies zulässt. Zum Zeitpunkt der Scheckbelastung bei der anderen Person hat diese bereits ihrerseits einen Scheck von der ersten Person erhalten, bei ihrer ersten Inkassostelle eingereicht und gutgeschrieben bekommen, so dass die Transaktion mindestens zum beidseitigen Saldoausgleich führt. Dieser zweite Scheck „reitet“ quasi auf dem ersten; beide Schecks sind kausal voneinander abhängig, damit das Verfahren funktionieren kann. Da dies häufiger geschieht und hierdurch die Kontoumsätze progressiv ansteigen, wird es den eingeschalteten Banken letztlich nicht verborgen bleiben.

## Sicherungsmaßnahmen
Unter anderem zum Schutz vor Scheckreiterei schreiben viele Banken Schecks nur zur „Gutschrift unter Vorbehalt“ gut, d. h. der Scheckbetrag wird dem Konto (zinswirksam ab Tag der Wertstellung) gutgeschrieben, ohne dass über ihn verfügt werden darf. Der Scheck befindet sich im so genannten „Scheckobligo“, das in der Regel bei Inlandsschecks acht Bankarbeitstage nicht überschreitet. Ausnahmen von dieser Regel werden teilweise von Banken bei Schecks von „sicheren“ Ausstellern wie Versicherungen, Finanzämtern etc. gemacht. Auch gehen die verschiedenen Geldinstitute mit unterschiedlicher Risikobereitschaft im Scheckverkehr vor. Zudem werden nicht plausible Kontoumsatzentwicklungen beobachtet.

## Strafbarkeit
Die betrügerische Verfügung über den unter Vorbehalt gutgeschriebenen Scheckbetrag ist der Ausgangspunkt der Scheckreiterei. Der Betrug nach § 263 StGB ist hier mit Einräumung der Verfügungsmacht über die erste Schecksumme als vorläufiger Gutschrift durch die erste Inkassostelle vollendet. Scheckreiterei kann zudem mitbestrafte Nachtat sein, wenn durch die Einreichung der Schecks lediglich ein zuvor durch Betrug erlangter Kredit ausgenutzt werden sollte.